# Aksel Bakunc
Aksel Bakunc, arménsky Ակսել Բակունց, anglicky Axel Bakunts, vlastním jménem Alexander Stěpanič Tevosjan, (13. června 1899, Goris, Ruské impérium – 8. července 1937, Sovětský svaz), byl arménský prozaik, filmový scenárista, překladatel a publicista. Stal se obětí stalinského teroru v období Velké čistky.

## Život
Bakunc se narodil v roce 1899 ve městě Goris v dnešní Arménii do rodiny prostých rolníků a vystudoval v Gevorkianově semináři v Ečmiadzinu (dnes Vagharšapat). V roce 1915 byl seminář uzavřen, aby mohl přijmout uprchlíky, přeživší tehdejší genocidy ze strany Turků. Pomáhal těmto uprchlíkům a tato zkušenost měla značný vliv na jeho budoucí práci. Následně sloužil jako arménský dobrovolník v bitvách u Erzurumu, Karsu a Sardarabádu. V letech 1918 až 1919 byl učitelem, korektorem a reportérem v Jerevanu. V roce 1920 byl přijat do Charkovského institutu na Ukrajině ke studiu zemědělství. Po promoci v roce 1923 pracoval jako agronom v Zangezuru, oblasti Arménie, která se objevuje na předních místech v jeho povídkách.
Od roku 1926 se usadil v Jerevanu, kde si svou první sbírkou povídek s názvem Mtnadzor (Temné údolí) rychle vybudoval pověst nadaného spisovatele.
Ve 30. letech 20. století byl členem Arménského sdružení proletářských spisovatelů. Posléze byl ovšem z politických důvodů vyloučen a stejně jako jeho kolega a přítel Jeghiše Čarenc se stal obětí stalinského teroru. Byl obviněn z různých zločinů, včetně odcizení se socialistické společnosti, z „buržoazního nacionalismu“ a „trockismu“. Byl zatčen v roce 1936 a má se za to, že byl zastřelen po pětadvacetiminutovém procesu v roce 1937. Rehabilitován byl až v roce 1955. Muž, který zosobňoval boj svého lidu za svobodu a vlast, se nakonec nedočkal ani souborného vydání svých vybraných děl. Stejně jako Čarenc i Bakounc zaplatil vlastním životem za svou touhu „učinit z literatury umění ve službách lidu a ne nástroj propagandy“.

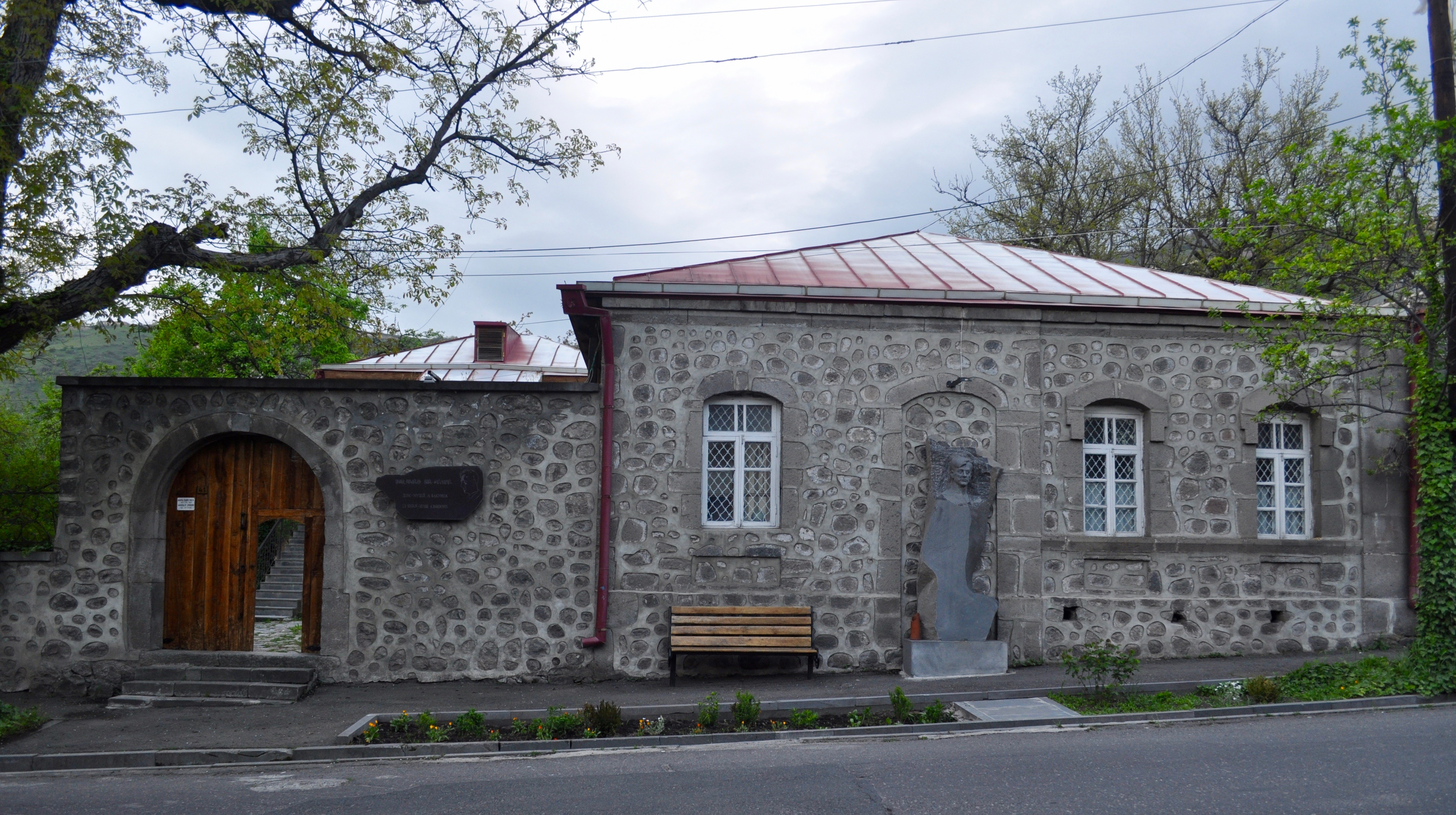
Muzeum Aksela Bakunce v jeho rodném domě v Gorisu, Arménie

## Muzeum
V domě v Gorisu, kde Bakunc vyrostl, bylo zřízeno muzeum věnované jeho životu a dílu, které funguje jako pobočka muzea literatury a umění Jeghiše Čarence. Bakunc tam žil jako dítě a také v dalších obdobích svého života. Muzeum zahrnuje čtyři malé místnosti, v nichž je vystaven Bakuncův nábytek a osobní věci, korespondence a knihy, různé dokumenty, obrazy a také díla, jež byla publikována v časopisech.

## Dílo
Jeho tvorba zahrnuje několik povídkových sbírek, jednotlivé články v tisku, fragmenty románů zničených po jeho zatčení v roce 1936 a tři scénáře k filmům produkovaným společností Hyefilm ve 30. letech.
Nejprve psal básně, pak pohádku Himar Marde (Hloupý muž), která vyšla v roce 1911 v dětském časopise. Během roku 1915 napsal satirický článek publikovaný v listu Paylak („Blesk“, orgán sociálně-demokratické strany města Šuši) namířený proti provinční radě a starostovi Goris, který mu vynesl třicet čtyři dní vězení.
Během 20. let 20. století reprodukoval všechny své vojenské zkušenosti a tyto události, zejména ty z bitvy u Erzerumu, zachytil ve sbírce nazvané Garnanajin („Jarní“). V roce 1927 mu vyšla sbírka Mtnadzor, jež shromažďuje všechny dosud porůznu otištěné povídky a několik dalších nepublikovaných povídek: Lar-Markar, Démoni z Mtnadzoru, Pokorná mladá dívka, Na svazích hory Ayou a Myšlenka na Alpy.
Bakunc proslul především sbírkami povídek tematizujících poměry na arménském venkově, jako je Mtnadzor („Temné údolí“, 1927), ve kterých líčí těžký život jedné vesnice v Zangezuru, poznamenaný lidskými vášněmi, etnickými třenicemi i třídním bojem. Je posmrtným zakladatelem arménské populární literatury. Do arménštiny přeložil Gulliverovy cesty Jonathana Swifta a Taras Bulbu Nikolaje V. Gogola. Ve svém projevu na I. sjezdu sovětských spisovatelů ocenil dílo ukrajinského básníka Tarase Ševčenka a gruzínského básníka Šoty Rustaveliho.
Bakunc rovněž oživil dílo arménského bajkáře ze 13. století Vardana Ajgekciho a zpopularizoval je prostřednictvím svých zasvěcených komentářů. Jediná cesta hodná následování je pro něj „návrat k původním zdrojům a populární tvorbě“.
Česky vyšla sbírka povídek Osévač černých brázd (1982).